# США на летних Олимпийских играх 2020
Соединённые Штаты Америки на летних Олимпийских играх 2020 года были представлены 613 спортсменами в 31 виде спорта. В связи с пандемией COVID-19 Международный олимпийский комитет принял решение перенести Игры на 2021 год.
В марте 2020 года Исполком МОК, продолжая политику гендерного равенства на Олимпийских играх, одобрил изменения в протокол церемоний открытия и закрытия Игр, согласно которым у национальных олимпийских комитетов появилась возможность заявить в качестве знаменосцев одного мужчину и одну женщину. На церемонии открытия Игр знаменосцами сборной США станут серебряный призёр зимних Олимпийских игр 2014 года в шорт-треке Эдуардо Альварес, который в Токио примет участие в бейсбольном турнире и четырёхкратная олимпийская чемпионка баскетболистка Сью Бёрд, а на церемонии закрытия право нести национальный флаг было доверено метательнице копья Каре Вингер, выступившая на своих четвёртых Олимпийских играх.
По итогам соревнований на счету американских спортсменов было 39 золотых, 41 серебряная и 33 бронзовых медалей, что позволило сборной США в третий раз подряд занять 1-е место в неофициальном медальном зачёте. По сравнению с прошлыми Играми сборная США завоевала на 7 золотых и 8 медалей всего меньше.

## Состав сборной
Академическая гребля
1. Квота 1
2. Квота 2
3. Квота 3
4. Квота 4
5. Квота 5
6. Квота 6
7. Квота 7
8. Квота 8
9. Квота 9
10. Квота 10
11. Квота 11
12. Квота 12
13. Квота 13
14. Квота 14
15. Квота 15
16. Квота 16
17. Квота 17
18. Квота 18
19. Квота 19
20. Квота 20
21. Квота 21
22. Квота 22
23. Квота 23
24. Квота 24
25. Квота 25
26. Квота 26
27. Квота 27
28. Квота 28
29. Квота 29
30. Квота 30
31. Квота 31
32. Квота 32
33. Квота 33
34. Квота 34
35. Квота 35

 Бадминтон
1. Тимоти Лам
2. Райан Чу
3. Филлип Чу
4. Чжан Бэйвэнь

 Баскетбол
1. Квота 1
2. Квота 2
3. Квота 3
4. Квота 4
5. Квота 5
6. Квота 6
7. Квота 7
8. Квота 8
9. Квота 9
10. Квота 10
11. Квота 11
12. Квота 12
13. Ариэль Аткинс
14. Сью Бёрд
15. Челси Грей
16. Бриттни Грайнер
17. Скайлар Диггинс-Смит
18. Нафиса Коллиер
19. Джуэл Лойд
20. Брианна Стюарт
21. Дайана Таурази
22. Эйджа Уилсон
23. Сильвия Фаулз
24. Тина Чарльз

 Баскетбол 3×3
1. Алиша Грей
2. Стефани Долсон
3. Келси Плам
4. Кэти Лу Самуэльсон

 Бокс
1. Трой Айсли
2. Деланте Джонсон
3. Кейшон Дэвис
4. Дюк Рэган
5. Ричард Торрез
6. Наоми Грэм
7. Оушей Джонс
8. Вирджиния Фукс
9. Рашида Эллис

Велоспорт
1. Лоусон Крэддок
2. Брэндон Макналти
3. Квота 3
4. Квота 4
5. Квота 5
6. Квота 6

 Маунтинбайк
1. Квота 1

 Водное поло
1. Квота 1
2. Квота 2
3. Квота 3
4. Квота 4
5. Квота 5
6. Квота 6
7. Квота 7
8. Квота 8
9. Квота 9
10. Квота 10
11. Квота 11
12. Квота 12
13. Квота 13
14. Кейли Гилкирст
15. Эшли Джонсон
16. Мелисса Сайдемен
17. Аманда Лонган
18. Мэдди Масселмен
19. Джейми Ньюшул
20. Мэгги Стеффенс
21. Элис Уильямс
22. Ария Фишер
23. Макензи Фишер
24. Рейчел Фэттел
25. Стефани Харалабидис
26. Пейдж Хаусчайлд

 Волейбол
1. Мэттью Андерсон
2. Тори Дефалко
3. Томас Джески
4. Мика Кристенсон
5. Гарретт Муагутутия
6. Тейлор Сандер
7. Кавика Сёдзи
8. Эрик Сёдзи
9. Дэвид Смит
10. Максвелл Холт
11. Митчелл Шталь
12. Кайл Энсинг
13. Квота 1
14. Квота 2
15. Квота 3
16. Квота 4
17. Квота 5
18. Квота 6
19. Квота 7
20. Квота 8
21. Квота 9
22. Квота 10
23. Квота 11
24. Квота 12

 Конный спорт
1. Квота 1
2. Квота 2
3. Квота 3
4. Квота 4
5. Квота 5
6. Квота 6
7. Квота 7
8. Квота 8
9. Квота 9

 Плавание
1. Квота 1
2. Хейли Андерсон
3. Эрика Браун
4. Фиби Бэкон
5. Эмма Вейант
6. Эбби Вейтцейл
7. Кэти Граймс
8. Кейт Дуглас
9. Кэти Делуф
10. Лилли Кинг
11. Клэр Курцан
12. Кэти Ледеки
13. Энни Лэзор
14. Кэти Маклафлин
15. Симоне Мануэль
16. Пейдж Мэдден
17. Эрика Салливан
18. Белла Симс
19. Реган Смит
20. Оливия Смолига
21. Эшли Твичелл
22. Райан Уайт
23. Алекс Уолш
24. Хейли Фликинджер
25. Брук Форд
26. Натали Хайндс
27. Торри Хаск
28. Эллисон Шмитт
29. Лидия Якоби

 Регби-7
1. Квота 1
2. Квота 2
3. Квота 3
4. Квота 4
5. Квота 5
6. Квота 6
7. Квота 7
8. Квота 8
9. Квота 9
10. Квота 10
11. Квота 11
12. Квота 12
13. Квота 13
14. Квота 14
15. Квота 15
16. Квота 16
17. Квота 17
18. Квота 18
19. Квота 19
20. Квота 20
21. Квота 21
22. Квота 22
23. Квота 23
24. Квота 24

 Софтбол
1. Али Агилар
2. Валери Ариото
3. Рейчел Гарсия
4. Алли Карда
5. Хейли Макклини
6. Дея Мулипола
7. Мишель Мултри
8. Обри Мунро
9. Бубба Никлз
10. Кэт Остерман
11. Джейни Рид
12. Дилейни Сполдинг
13. Келси Стюарт
14. Аманда Чидестер
15. Моника Эбботт

 Спортивная гимнастика
1. Шейн Вискус
2. Алек Йодер
3. Сэм Микулак
4. Юл Мольдауэр
5. Броди Мэлон
6. Симона Байлз
7. Джейд Кэри
8. Грейс Маккаллум
9. Суниса Ли
10. Микейла Скиннер
11. Джордан Чайлз

 Стрельба из лука
1. Джейкоб Вуки
2. Джек Уильямс
3. Брейди Эллисон
4. Маккензи Браун
5. Кейси Кауфхолд
6. Дженнифер Мучино-Фернандес

 Теннис
1. Остин Крайчек
2. Томми Пол
3. Раджив Рам
4. Теннис Сандгрен
5. Фрэнсис Тиафо
6. Маркос Хирон
7. Дженнифер Брэди
8. Бетани Маттек-Сандс
9. Николь Мелихар
10. Джессика Пегула
11. Алисон Риск

 Тяжёлая атлетика
1. Квота 1
2. Квота 2
3. Квота 3
4. Квота 4
5. Джордан Делакрус
6. Квота 6
7. Квота 7
8. Квота 8

 Фехтование
1. Эли Дершвиц
2. Эндрю Макевич
3. Дэрил Хомер
4. Квота 4
5. Квота 5
6. Квота 6
7. Квота 7
8. Квота 8
9. Квота 9
10. Келли Хёрли
11. Кортни Хёрли
12. Катарин Холмс
13. Квота 13
14. Квота 14
15. Квота 15
16. Квота 16
17. Квота 17
18. Квота 18

 Футбол
1. Эбби Далькемпер
2. Кристал Данн
3. Тирна Дэвидсон
4. Кейси Крюгер
5. Джейн Кэмпбелл
6. Роуз Лавелль
7. Карли Ллойд
8. Катарина Масарио
9. Алекс Морган
10. Кристи Мьюис
11. Саманта Мьюис
12. Алисса Нихер
13. Келли О’Хара
14. Кристен Пресс
15. Меган Рапино
16. Бекки Сауэрбранн
17. Эмили Соннетт
18. Линн Уильямс
19. Адрианна Фрэнч
20. Тобин Хит
21. Линдсей Хоран
22. Джули Эртц

## Результаты соревнований

### Академическая гребля
Соревнования по академической гребле пройдут с 24 по 31 июля 2020 года на гребном канале Си Форест в Токийском заливе. В следующий раунд из каждого заезда проходят несколько лучших экипажей (в зависимости от дисциплины). В июне 2017 года МОК, в рамках проводимой политики гендерного равенства, утвердил решение о замене соревнований в мужских легковесных четвёрках на женские четвёрки распашные. Впервые в истории количество дисциплин у мужчин и женщин в олимпийской программе академической гребли стало равным.
В отборочный заезд гребных соревнований попадают спортсмены, выбывшие в предварительном раунде. В финал A выходят 6 сильнейших экипажей, остальные разыгрывают места в утешительных финалах B-F.
Основным этапом отбора на Олимпийские игры стал чемпионат мира 2019 года в австрийском Оттенсхайме. По его результатам американские гребцы завоевали 8 олимпийских лицензий из 14 возможных, при этом 6 из них было завоёвано в женской части соревнований. Единственную олимпийскую лицензию американские спортсменки на чемпионате мира не смогли завоевать в легковесных двойках
Мужчины
| Соревнование | Спортсмены | Предварительный заезд | Предварительный заезд | Предварительный заезд | Отборочный заезд | Отборочный заезд | Отборочный заезд | Четвертьфинал | Четвертьфинал | Четвертьфинал | Полуфинал     | Полуфинал     | Полуфинал     | Финал | Финал | Итоговое место |
| Соревнование | Спортсмены | Заезд                 | Время                 | Место                 | Заезд            | Время            | Место            | Заезд         | Время         | Место         | Заезд         | Время         | Место         | Время | Место | Итоговое место |
| ------------ | ---------- | --------------------- | --------------------- | --------------------- | ---------------- | ---------------- | ---------------- | ------------- | ------------- | ------------- | ------------- | ------------- | ------------- | ----- | ----- | -------------- |
| четвёрки     |            |                       |                       |                       |                  |                  |                  | не проводится | не проводится | не проводится | не проводится | не проводится | не проводится | Финал | Финал |                |
| четвёрки     |            |                       |                       |                       |                  |                  |                  | не проводится | не проводится | не проводится | не проводится | не проводится | не проводится |       |       |                |
| восьмёрки    |            |                       |                       |                       |                  |                  |                  | не проводится | не проводится | не проводится | не проводится | не проводится | не проводится | Финал | Финал |                |
| восьмёрки    |            |                       |                       |                       |                  |                  |                  | не проводится | не проводится | не проводится | не проводится | не проводится | не проводится |       |       |                |

Женщины
| Соревнование    | Спортсмены                                       | Предварительный заезд | Предварительный заезд | Предварительный заезд | Отборочный заезд | Отборочный заезд | Отборочный заезд | Четвертьфинал | Четвертьфинал | Четвертьфинал | Полуфинал     | Полуфинал     | Полуфинал     | Финал | Финал | Итоговое место |
| Соревнование    | Спортсмены                                       | Заезд                 | Время                 | Место                 | Заезд            | Время            | Место            | Заезд         | Время         | Место         | Заезд         | Время         | Место         | Время | Место | Итоговое место |
| --------------- | ------------------------------------------------ | --------------------- | --------------------- | --------------------- | ---------------- | ---------------- | ---------------- | ------------- | ------------- | ------------- | ------------- | ------------- | ------------- | ----- | ----- | -------------- |
| одиночки        | Кара Колер                                       | 1                     | 7:49,71               | 1 Q                   | не участвовала   | не участвовала   | не участвовала   |               |               |               | Полуфинал     | Полуфинал     | Полуфинал     | Финал | Финал |                |
| одиночки        | Кара Колер                                       | 1                     | 7:49,71               | 1 Q                   | не участвовала   | не участвовала   | не участвовала   |               |               |               |               |               |               |       |       |                |
| двойки          |                                                  |                       |                       |                       |                  |                  |                  | не проводится | не проводится | не проводится |               |               |               | Финал | Финал |                |
| двойки          |                                                  |                       |                       |                       |                  |                  |                  | не проводится | не проводится | не проводится |               |               |               |       |       |                |
| двойки парные   | Кристина Вагнер Дженевра Стоун                   | 1                     | 6:55,65               | 2 Q                   | не участвовали   | не участвовали   | не участвовали   | не проводится | не проводится | не проводится |               |               |               | Финал | Финал |                |
| двойки парные   | Кристина Вагнер Дженевра Стоун                   | 1                     | 6:55,65               | 2 Q                   | не участвовали   | не участвовали   | не участвовали   | не проводится | не проводится | не проводится |               |               |               |       |       |                |
| четвёрки        |                                                  |                       |                       |                       |                  |                  |                  | не проводится | не проводится | не проводится | не проводится | не проводится | не проводится | Финал | Финал |                |
| четвёрки        |                                                  |                       |                       |                       |                  |                  |                  | не проводится | не проводится | не проводится | не проводится | не проводится | не проводится |       |       |                |
| четвёрки парные | Сисели Мадден Эли Рашер Меган О’Лири Эллен Томек | 1                     | 6:34,36               | 5                     |                  |                  |                  | не проводится | не проводится | не проводится | не проводится | не проводится | не проводится | Финал | Финал |                |
| четвёрки парные | Сисели Мадден Эли Рашер Меган О’Лири Эллен Томек | 1                     | 6:34,36               | 5                     |                  |                  |                  | не проводится | не проводится | не проводится | не проводится | не проводится | не проводится |       |       |                |
| восьмёрки       |                                                  |                       |                       |                       |                  |                  |                  | не проводится | не проводится | не проводится | не проводится | не проводится | не проводится | Финал | Финал |                |
| восьмёрки       |                                                  |                       |                       |                       |                  |                  |                  | не проводится | не проводится | не проводится | не проводится | не проводится | не проводится |       |       |                |

### Бадминтон
Соревнования по бадминтону на летних Олимпийских играх 2020 будут проходить с 24 июля по 2 августа 2021 года. Квалификационный отбор на Олимпийские игры 2020 года в бадминтоне осуществлялся на основании мирового рейтинга Всемирной федерации бадминтона (BWF) по состоянию на 15 июня 2021 года. По его итогам сборная США смогла получить 3 олимпийские лицензии: по одной в одиночных разрядах и в мужском парном турнире. По сравнению с прошлыми Играми у американцев существенно сократилось количество квот. В Рио-де-Жанейро американские бадминтонисты выступали во всех пяти разрядах олимпийской программы.
Одиночный разряд
| Соревнование | Спортсмены   | Групповой этап | Групповой этап | Групповой этап | Групповой этап | 1/8 финала | 1/4 финала | 1/2 финала | Финал | Итоговое место |
| Соревнование | Спортсмены   | Соперник Счёт  | Соперник Счёт  | Соперник Счёт  | Место          | 1/8 финала | 1/4 финала | 1/2 финала | Финал | Итоговое место |
| ------------ | ------------ | -------------- | -------------- | -------------- | -------------- | ---------- | ---------- | ---------- | ----- | -------------- |
| мужчины      | Тимоти Лам   | Группа         | Группа         | Группа         | Группа         |            |            |            |       |                |
| мужчины      | Тимоти Лам   |                |                |                |                |            |            |            |       |                |
| женщины      | Чжан Бэйвэнь | Группа         | Группа         | Группа         | Группа         |            |            |            |       |                |
| женщины      | Чжан Бэйвэнь |                |                |                |                |            |            |            |       |                |

Парный разряд
| Соревнование | Спортсмены         | Групповой этап | Групповой этап | Групповой этап | Групповой этап | 1/4 финала | 1/2 финала | Финал | Итоговое место |
| Соревнование | Спортсмены         | Соперники Счёт | Соперники Счёт | Соперники Счёт | Место          | 1/4 финала | 1/2 финала | Финал | Итоговое место |
| ------------ | ------------------ | -------------- | -------------- | -------------- | -------------- | ---------- | ---------- | ----- | -------------- |
| мужчины      | Филлип Чу Райан Чу | Группа         | Группа         | Группа         | Группа         |            |            |       |                |
| мужчины      | Филлип Чу Райан Чу |                |                |                |                |            |            |       |                |

### Баскетбол

#### Баскетбол
Мужчины
Мужской баскетбольный турнир на летних Олимпийских играх 2020 года пройдёт с 26 июля по 8 августа в Сайтама Супер Арене.
Мужская сборная США квалифицировалась на Олимпийские игры, выйдя в четвертьфинал чемпионата мира 2019 года, войдя вместе со сборной Аргентины в число двух сильнейших команд из Америки. При этом американцы заняли по итогам чемпионата лишь 7-е место, уступив сначала в четвертьфинале сборной Франции, прервав тем самым 58-матчевую победную серию в официальных турнирах, а затем и сборной Сербии. Сборная США в десятый раз подряд выступит в мужском баскетбольном турнире. Единственный раз сборная США не выступала в мужском баскетбольном турнире на Олимпийских играх в 1980 году, которые американские спортсмены пропускали из-за бойкота Игр. Всего на счету американских баскетболистов 18 выступлений на Олимпийских играх, на каждых из которых им удавалось выиграть олимпийские награды (15 золотых, 1 серебряная и 2 бронзовые медали).

#### Баскетбол 3×3
Женская сборная США по баскетболу 3×3 завоевала олимпийскую лицензию, пробившись в финал квалификационного турнира в австрийском Граце.
Результаты
Групповой этап
| Место | Сборная  | И | В | П | ОЗ  | ОП  | +/- | ПП | Квалификация  |
| ----- | -------- | - | - | - | --- | --- | --- | -- | ------------- |
| 1     | США      | 7 | 6 | 1 | 136 | 98  | +38 | 86 | Полуфинал     |
| 2     | ОКР      | 7 | 5 | 2 | 129 | 90  | +39 | 71 | Полуфинал     |
| 3     | Китай    | 7 | 5 | 2 | 127 | 97  | +30 | 71 | Четвертьфинал |
| 4     | Япония   | 7 | 5 | 2 | 130 | 97  | +33 | 71 | Четвертьфинал |
| 5     | Франция  | 7 | 4 | 3 | 118 | 116 | +2  | 57 | Четвертьфинал |
| 6     | Италия   | 7 | 2 | 5 | 98  | 115 | -27 | 29 | Четвертьфинал |
| 7     | Румыния  | 7 | 1 | 6 | 89  | 142 | -53 | 14 |               |
| 8     | Монголия | 7 | 0 | 7 | 79  | 141 | -62 | 0  |               |

### Бейсбол / Софтбол

#### Софтбол
В 2016 году было принято решение о возвращении женского софтбола в программу Олимпийских игр. Последний раз софтбол был представлен на Играх 2008 года. В отличие от предыдущих Игр, в 2020 году в олимпийских соревнованиях выступили только 6 сборных. Женская сборная США по софтболу квалифицировалась на Игры, одержав победу на чемпионате мира 2018 года, победив в финале сборную Японии со счётом 7:6.
Состав
| Номер                | Позиция              | Имя                  | Дата рождения        | Рост, см             | BH                   | TH                   | Клуб                            | Статистика | Статистика | Статистика | Статистика | Статистика | Статистика | Статистика |
| Питчеры              | Питчеры              | Питчеры              | Питчеры              | Питчеры              | Питчеры              | Питчеры              | Питчеры                         | G          | IP         | W          | L          | S          | ERA        | SO         |
| -------------------- | -------------------- | -------------------- | -------------------- | -------------------- | -------------------- | -------------------- | ------------------------------- | ---------- | ---------- | ---------- | ---------- | ---------- | ---------- | ---------- |
| 14                   | P                    | Моника Эбботт        | 28.07.1985           | 191                  | Левая                | Левая                | Университет Теннесси            | 2          | 8,0        | 1          | 0          | 1          | 0,000      | 12         |
| 38                   | P                    | Кэт Остерман         | 16.04.1983           | 188                  | Левая                | Левая                | Техасский университет           | 1          | 6,0        | 1          | 0          | 0          | 0,000      | 9          |
| Аутфилдеры           | Аутфилдеры           | Аутфилдеры           | Аутфилдеры           | Аутфилдеры           | Аутфилдеры           | Аутфилдеры           | Аутфилдеры                      | G          | AB         | H          | AVG        | RBI        | R          | SO         |
| 8                    | CF                   | Хейли Макклини       | 11.07.1994           | 163                  | Левая                | Левая                | Алабамский университет          | 2          | 5          | 4          | 80,0       | 0          | 1          | 0          |
| 9                    | LF                   | Джейни Рид           | 15.04.1993           | 173                  | Левая                | Правая               | Орегонский университет          | 2          | 3          | 0          | 0,0        | 1          | 0          | 1          |
| 16                   | RF/DP                | Мишель Мултри        | 13.07.1990           | 160                  | Левая                | Правая               | Флоридский университет          | 2          | 5          | 1          | 20,0       | 1          | 0          | 1          |
| Инфилдеры            | Инфилдеры            | Инфилдеры            | Инфилдеры            | Инфилдеры            | Инфилдеры            | Инфилдеры            | Инфилдеры                       | G          | AB         | H          | AVG        | RBI        | R          | SO         |
| 2                    | 2B                   | Али Агилар           | 28.08.1995           | 170                  | Левая                | Правая               | Вашингтонский университет       | 2          | 2          | 0          | 0,0        | 0          | 0          | 1          |
| 20                   | 1B                   | Валери Ариото        | 10.04.1989           | 170                  | Правая               | Правая               | Калифорнийский университет (Б)  | 2          | 6          | 2          | 33,3       | 0          | 1          | 2          |
| 21                   | PH                   | Рейчел Гарсия        | 30.03.1997           | 168                  | Правая               | Правая               | Калифорнийский университет (ЛА) | 1          | 1          | 0          | 0,0        | 0          | 0          | 0          |
| 99                   | DP/SS                | Дилейни Сполдинг     | 09.05.1995           | 170                  | Правая               | Правая               | Калифорнийский университет (ЛА) | 2          | 6          | 1          | 16,7       | 0          | 0          | 0          |
| Кэтчеры              | Кэтчеры              | Кэтчеры              | Кэтчеры              | Кэтчеры              | Кэтчеры              | Кэтчеры              | Кэтчеры                         | G          | AB         | H          | AVG        | RBI        | R          | SO         |
| 1                    | C                    | Обри Мунро           | 04.10.1993           | 178                  | Правая               | Правая               | Флоридский университет          | 2          | 5          | 1          | 20,0       | 0          | 1          | 2          |
| 34                   | C                    | Дея Мулипола         | 19.02.1998           | 173                  | Правая               | Правая               | Аризонский университет          | 0          | 0          | 0          | 0,0        | 0          | 0          | 0          |
| Универсальные игроки | Универсальные игроки | Универсальные игроки | Универсальные игроки | Универсальные игроки | Универсальные игроки | Универсальные игроки | Универсальные игроки            | G          | AB         | H          | AVG        | RBI        | R          | SO         |
| 3                    | U                    | Алли Карда           | 15.01.1993           | 173                  | Правая               | Правая               | Калифорнийский университет (ЛА) | 0          | 0          | 0          | 0,0        | 0          | 0          | 0          |
| 4                    | SS/RF/DP             | Аманда Чидестер      | 11.04.1990           | 175                  | Правая               | Правая               | Мичиганский университет         | 2          | 7          | 3          | 42,9       | 1          | 0          | 1          |
| 7                    | 3B                   | Келси Стюарт         | 15.08.1994           | 168                  | Левая                | Правая               | Флоридский университет          | 2          | 5          | 0          | 0,0        | 0          | 0          | 1          |
| 48                   | RF/PH                | Бубба Никлз          | 08.03.1998           | 173                  | Левая                | Правая               | Калифорнийский университет (ЛА) | 1          | 1          | 0          | 0,0        | 0          | 0          | 1          |

| Имя         | Гражданство | Дата рождения |
| ----------- | ----------- | ------------- |
| Кен Эриксен | США         | 31.01.1961    |

Результаты
Групповой этап
На групповом этапе участвовали 6 национальных сборных, которые играли по системе каждый с каждым. По итогам группового раунда две сильнейшие сборные выходили в финал соревнований, а сборные, занявшие на предварительном этапе 3-е и 4-е места участвовали в матче за бронзовую медаль.
| Место | Сборная   | И | В | П | RF | RA | RD  | ПП    | Квалификация      |
| ----- | --------- | - | - | - | -- | -- | --- | ----- | ----------------- |
| 1     | США       | 5 | 5 | 0 | 9  | 2  | +7  | 1,000 | Финал             |
| 2     | Япония    | 5 | 4 | 1 | 18 | 5  | +13 | 0,800 | Финал             |
| 3     | Канада    | 5 | 3 | 2 | 19 | 4  | +15 | 0,600 | Матч за 3-е место |
| 4     | Мексика   | 5 | 2 | 3 | 11 | 10 | +1  | 0,400 | Матч за 3-е место |
| 5     | Австралия | 5 | 1 | 4 | 5  | 21 | -16 | 0,200 |                   |
| 6     | Италия    | 5 | 0 | 5 | 1  | 21 | -20 | 0,000 |                   |

| Сборная  | 1 | 2 | 3 | 4 | 5 | 6 | 7 | R | H | E |
| -------- | - | - | - | - | - | - | - | - | - | - |
| Италия   | 0 | 0 | 0 | 0 | 0 | 0 | 0 | 0 | 1 | 2 |
| США      | 0 | 0 | 0 | 1 | 1 | 0 | x | 2 | 5 | 0 |
| Протокол |   |   |   |   |   |   |   |   |   |   |

| Сборная  | 1 | 2 | 3 | 4 | 5 | 6 | 7 | R | H | E |
| -------- | - | - | - | - | - | - | - | - | - | - |
| США      | 0 | 0 | 2 | 0 | 0 | 0 | 0 | 2 | 6 | 1 |
| Мексика  | 0 | 0 | 0 | 0 | 0 | 0 | 0 | 0 | 1 | 3 |
| Протокол |   |   |   |   |   |   |   |   |   |   |

| Сборная  | 1 | 2 | 3 | 4 | 5 | 6 | 7 | R | H | E |
| -------- | - | - | - | - | - | - | - | - | - | - |
| Япония   | 1 | 0 | 0 | 0 | 0 | 0 | 0 | 1 | 4 | 0 |
| США      | 0 | 0 | 0 | 0 | 0 | 1 | 1 | 2 | 4 | 1 |
| Протокол |   |   |   |   |   |   |   |   |   |   |

| Сборная  | 1 | 2 | 3 | 4 | 5 | 6 | 7 | R | H | E |
| -------- | - | - | - | - | - | - | - | - | - | - |
| США      | 0 | 0 | 0 | 0 | 1 | 0 | 0 | 1 | 7 | 1 |
| Канада   | 0 | 0 | 0 | 0 | 0 | 0 | 0 | 0 | 1 | 1 |
| Протокол |   |   |   |   |   |   |   |   |   |   |

| Сборная   | 1 | 2 | 3 | 4 | 5 | 6 | 7 | 8 | R | H | E |
| --------- | - | - | - | - | - | - | - | - | - | - | - |
| Австралия | 0 | 0 | 0 | 0 | 0 | 0 | 0 | 1 | 1 | 3 | 0 |
| США       | 0 | 0 | 0 | 0 | 0 | 0 | 0 | 2 | 2 | 5 | 0 |
| Протокол  |   |   |   |   |   |   |   |   |   |   |   |

Финал
| Сборная  | 1 | 2 | 3 | 4 | 5 | 6 | 7 | R | H | E |
| -------- | - | - | - | - | - | - | - | - | - | - |
| Япония   | 0 | 0 | 0 | 1 | 1 | 0 | 0 | 2 | 8 | 0 |
| США      | 0 | 0 | 0 | 0 | 0 | 0 | 0 | 0 | 3 | 0 |
| Протокол |   |   |   |   |   |   |   |   |   |   |

Итог: по результатам соревнований женская сборная США по софтболу завоевала серебряные медали .

### Бокс
Соревнования по боксу на Играх 2020 года пройдут с 24 июля по 8 августа в Рёгоку Кокугикан. В связи с отстранением Международной ассоциации бокса (AIBA) организацией квалификационных соревнований занималась рабочая группа МОК. Отбор на Игры для американских спортсменов должен был проходить в рамках континентального и мирового квалификационных турниров, однако из-за пандемии COVID-19 оба этих турнира были отменены и обладателей лицензий определяли по рейтингу BTF (IOC Boxing Task Force). По его результатам сборная США завоевала 5 лицензий у мужчин и 4 у женщин.
Мужчины
| Категория   | Спортсмены      | Первый раунд       | Второй раунд       | Четвертьфинал      | Полуфинал          | Финал              | Место |
| Категория   | Спортсмены      | Соперник Результат | Соперник Результат | Соперник Результат | Соперник Результат | Соперник Результат | Место |
| ----------- | --------------- | ------------------ | ------------------ | ------------------ | ------------------ | ------------------ | ----- |
| до 57 кг    | Дюк Рэган       |                    |                    |                    |                    |                    |       |
| до 63 кг    | Кейшон Дэвис    |                    |                    |                    |                    |                    |       |
| до 69 кг    | Деланте Джонсон |                    |                    |                    |                    |                    |       |
| до 75 кг    | Трой Айсли      |                    |                    |                    |                    |                    |       |
| свыше 91 кг | Ричард Торрес   |                    |                    |                    |                    |                    |       |

Женщины
| Категория | Спортсменки    | Первый раунд        | Второй раунд        | Четвертьфинал       | Полуфинал           | Финал               | Место |
| Категория | Спортсменки    | Соперница Результат | Соперница Результат | Соперница Результат | Соперница Результат | Соперница Результат | Место |
| --------- | -------------- | ------------------- | ------------------- | ------------------- | ------------------- | ------------------- | ----- |
| до 51 кг  | Вирджиния Фукс |                     |                     |                     |                     |                     |       |
| до 60 кг  | Рашида Эллис   |                     |                     |                     |                     |                     |       |
| до 69 кг  | Оушей Джонс    |                     |                     |                     |                     |                     |       |
| до 75 кг  | Наоми Грэм     |                     |                     |                     |                     |                     |       |

### Велоспорт
Соревнования по велоспорту на летних Олимпийских играх 2020 пройдут с 25 июля по 9 августа.

#### Шоссейный велоспорт
Мужчины
| Соревнование    | Спортсмены       | Время | Место | Отставание |
| --------------- | ---------------- | ----- | ----- | ---------- |
| групповая гонка | Лоусон Крэддок   |       |       |            |
| групповая гонка | Брэндон Макналти |       |       |            |

#### Маунтинбайк
Соревнования в маунтинбайке на Играх 2020 года пройдут 27 и 28 июля. Основным критерием отбора стран для участия в Олимпийских играх стал олимпийский квалификационный рейтинг UCI, сформированный по результатам квалификационных соревнований в период с 28 мая 2019 года по 27 мая 2020 года. Также небольшая часть квот была распределена по результатам континентальных первенств и чемпионата мира 2019 года, причём две квоты были разыграны между спортсменами не старше 23 лет.
Сборная США завоевала олимпийскую лицензию, благодаря удачному выступлению на Панамериканском чемпионате, который прошёл с 3 по 7 апреля 2019 в мексиканском городе Агуаскальентес. В женской части соревнований победительницей стала чемпионка мира 2018 года Кейт Кортни. США остаётся одной из стран, спортсмены которой выступали в маунтинбайке на всех Олимпийских играх, начиная с 1996 года, когда маунтинбайк впервые был включён в олимпийскую программу.
Женщины
| Соревнование | Спортсмены | Время | Место | Отставание |
| ------------ | ---------- | ----- | ----- | ---------- |
| кросс-кантри |            |       |       |            |

### Водные виды спорта

#### Водное поло
Соревнования по водному поло на летних Олимпийских играх 2020 года пройдут с 25 июля по 9 августа в международном плавательном центре Тацуми.
Мужчины
Мужская сборная США гарантировала себе олимпийскую лицензию, одержав разгромную победу над сборной Канады со счётом 18:6 в финальном матче Панамериканских игр 2019 года, проходившего в перуанской столице Лиме. Американская сборная продолжила серию последовательных выступлений на Олимпийских играх, которая началась на Играх 1984 года в Лос-Анджелесе.
Результаты
Групповой этап (Группа A)
| Место | Сборная | И | В | Н | П | ГЗ | ГП | +/- | Очки |
| ----- | ------- | - | - | - | - | -- | -- | --- | ---- |
| 1     | Греция  | 3 | 2 | 1 | 0 | 26 | 24 | +2  | 5    |
| 1     | Италия  | 3 | 2 | 1 | 0 | 39 | 19 | +20 | 5    |
| 3     | Венгрия | 3 | 2 | 0 | 1 | 48 | 22 | +26 | 4    |
| 3     | США     | 3 | 2 | 0 | 1 | 46 | 28 | +18 | 4    |
| 5     | Япония  | 3 | 0 | 0 | 3 | 33 | 41 | -8  | 0    |
| 5     | ЮАР     | 3 | 0 | 0 | 3 | 6  | 64 | -58 | 0    |

Женщины
Состав
| Номер                  | Имя                 | Дата рождения | Рост, см | Клуб                  | Игры    | Голы    |         |
| Вратари                | Вратари             | Вратари       | Вратари  | Вратари               | Вратари | Вратари | Вратари |
| ---------------------- | ------------------- | ------------- | -------- | --------------------- | ------- | ------- | ------- |
| 1                      | Эшли Джонсон        | 12.09.1994    | 185      | Princeton             |         |         |         |
| 13                     | Аманда Лонган       | 16.01.1997    | 188      | USC, Los Angeles      |         |         |         |
| Защитники              |                     |               |          |                       |         |         |         |
| 11                     | Макензи Фишер       | 29.03.1997    | 185      | Stanford              |         |         |         |
| 12                     | Элис Уильямс        | 28.05.1994    | 180      | UCLA, Los Angeles     |         |         |         |
| Подвижные нападающие   |                     |               |          |                       |         |         |         |
| 2                      | Мэдди Масселмен     | 16.06.1998    | 180      | UCLA, Los Angeles     |         |         |         |
| 4                      | Рейчел Фэттел       | 10.12.1993    | 173      | UCLA, Los Angeles     |         |         |         |
| 5                      | Пейдж Хаусчайлд     | 17.08.1999    | 180      | USC, Los Angeles      |         |         |         |
| 6                      | Мэгги Стеффенс      | 04.06.1993    | 173      | Stanford              |         |         |         |
| 7                      | Стефани Харалабидис | 19.05.1995    | 180      | USC, Los Angeles      |         |         |         |
| 8                      | Джейми Ньюшул       | 12.05.1995    | 168      | Stanford, Los Angeles |         |         |         |
| 10                     | Кейли Гилкрист      | 16.05.1992    | 175      | USC, Los Angeles      |         |         |         |
| Центральные нападающие |                     |               |          |                       |         |         |         |
| 3                      | Мелисса Сайдемен    | 26.06.1990    | 183      | Stanford              |         |         |         |
| 9                      | Ария Фишер          | 02.03.1999    | 183      | Stanford              |         |         |         |

| Имя           | Гражданство | Дата рождения |
| ------------- | ----------- | ------------- |
| Адам Крикорян | США         | 22 июля 1974  |

Результаты
Групповой этап (Группа B)
| Место | Сборная | И | В | Н | П | ГЗ | ГП | +/- | Очки |
| ----- | ------- | - | - | - | - | -- | -- | --- | ---- |
| 1     | США     | 4 | 3 | 0 | 1 | 64 | 26 | +38 | 6    |
| 2     | Венгрия | 4 | 2 | 1 | 1 | 46 | 43 | +3  | 5    |
| 3     | ОКР     | 4 | 2 | 1 | 1 | 53 | 61 | -8  | 5    |
| 4     | Китай   | 4 | 2 | 0 | 2 | 51 | 50 | +1  | 4    |
| 5     | Япония  | 4 | 0 | 0 | 4 | 44 | 78 | -34 | 0    |

| 24 июля 2021 14:00 UTC+9 | Япония | ' | США | Международный плавательный центр Тацуми, Токио |

| 26 июля 2021 14:00 UTC+9 | США | ' | Китай | Международный плавательный центр Тацуми, Токио |

| 28 июля 2021 14:00 UTC+9 | Венгрия | ' | США | Международный плавательный центр Тацуми, Токио |

| 30 июля 2021 15:30 UTC+9 | США | ' | ОКР | Международный плавательный центр Тацуми, Токио |

### Волейбол

#### Волейбол
Мужчины
Результаты
Групповой этап (Группа B)
| Сборная      | Матчи | Матчи | Очки | Сеты | Сеты | Сеты  | Мячи | Мячи | Мячи  |
| Сборная      | В     | П     | Очки | В    | П    | В:П   | В    | П    | В:П   |
| ------------ | ----- | ----- | ---- | ---- | ---- | ----- | ---- | ---- | ----- |
| 1. ОКР       | 4     | 1     | 12   | 13   | 5    | 2,600 | 427  | 397  | 1,076 |
| 2. Бразилия  | 4     | 1     | 10   | 12   | 8    | 1,500 | 476  | 450  | 1,058 |
| 3. Аргентина | 3     | 2     | 8    | 12   | 10   | 1,200 | 476  | 464  | 1,026 |
| 4. Франция   | 2     | 3     | 8    | 10   | 10   | 1,000 | 449  | 442  | 1,016 |
| 5. США       | 2     | 3     | 6    | 8    | 10   | 0,800 | 432  | 412  | 1,049 |
| 6. Тунис     | 0     | 5     | 1    | 3    | 15   | 0,200 | 339  | 434  | 0,781 |

Женщины
Результаты
Групповой этап (Группа B)
| Сборная      | Матчи | Матчи | Очки | Сеты | Сеты | Сеты  | Мячи | Мячи | Мячи  |
| Сборная      | В     | П     | Очки | В    | П    | В:П   | В    | П    | В:П   |
| ------------ | ----- | ----- | ---- | ---- | ---- | ----- | ---- | ---- | ----- |
| 1. США       | 4     | 1     | 10   | 12   | 7    | 1,714 | 418  | 401  | 1,042 |
| 2. Италия    | 3     | 2     | 10   | 11   | 7    | 1,571 | 409  | 377  | 1,085 |
| 3. Турция    | 3     | 2     | 9    | 12   | 8    | 1,500 | 434  | 416  | 1,043 |
| 4. ОКР       | 3     | 2     | 9    | 11   | 8    | 1,375 | 422  | 378  | 1,116 |
| 5. Китай     | 2     | 3     | 7    | 8    | 9    | 0,889 | 374  | 385  | 0,971 |
| 6. Аргентина | 0     | 5     | 0    | 0    | 15   | 0,000 | 275  | 375  | 0,733 |

### Лёгкая атлетика
Соревнования по лёгкой атлетике на летних Олимпийских играх 2020 года пройдут с 30 июля по 8 августа. Лицензии на Игры завоёвывали олимпийские комитеты, чьи спортсмены выполняли установленный ИААФ квалификационный норматив. Каждый НОК мог получить максимум три квоты в каждой из дисциплин. В каждой эстафетной дисциплине примет участие по 16 команд. В эстафетах олимпийские лицензии распределялись по итогам чемпионата мира 2019 года, чемпионата мира по легкоатлетическим эстафетам 2021 года и, результатам, показанным во время квалификационного периода.
Американские спортсмены завоевали олимпийские лицензии практически во всех дисциплинах легкоатлетической программы. Отбор в олимпийскую сборную прошёл с 18 по 27 июня 2021 года в городе Юджин, Орегон (за исключением марафонского бега и спортивной ходьбы). По итогам отборочных стартов в состав сборной США для участия в Играх вошли 130 спортсменов. Самым молодым легкоатлетом стал рекордсмен мира среди юниоров в беге на 200 метров 17-летний Эррион Найтон. Во время отбора в беге на 400 метров с барьерами Сидни Маклафлин установила новый мировой рекорд (51,90). 1 июля стало известно, что в допинг-пробе победительницы отборочных соревнований в беге на 100 метров Шакарри Ричардсон, личный рекорд которой (10,72) входит в десятку быстрейших за всё время, был обнаружен каннабиноид тетрагидроканнабинол. Результат Ричардсон на олимпийском отборе был аннулирован, а также она получила дисквалификацию на месяц, в результате чего она никак не могла принять участие в олимпийском беге на 100 метров, но у неё оставалась возможность выступить в эстафете, однако легкоатлетическая федерация США (USATF) не включила её в состав сборной.
В состав сборной США по лёгкой атлетике вошли 13 призёров Олимпийских игр 2016 года в Рио-де-Жанейро и шесть чемпионов мира. Для 35-летней Эллисон Феликс и 44-летнего марафонца Абдихакема Абдирахмана Игры в Токио станут пятыми в карьере.

### Регби-7
Мужчины
Результаты
Групповой этап (Группа C)
| Место | Сборная  | И | В | Н | П | ОЗ | ОП | +/- | Очки |
| ----- | -------- | - | - | - | - | -- | -- | --- | ---- |
| 1     | ЮАР      | 0 | 0 | 0 | 0 | 0  | 0  | +0  | 0    |
| 2     | США      | 0 | 0 | 0 | 0 | 0  | 0  | +0  | 0    |
| 3     | Кения    | 0 | 0 | 0 | 0 | 0  | 0  | +0  | 0    |
| 4     | Ирландия | 0 | 0 | 0 | 0 | 0  | 0  | +0  | 0    |

Женщины
Результаты
Групповой этап (Группа C)
| Место | Сборная   | И | В | Н | П | ОЗ | ОП | +/- | Очки |
| ----- | --------- | - | - | - | - | -- | -- | --- | ---- |
| 1     | Австралия | 0 | 0 | 0 | 0 | 0  | 0  | +0  | 0    |
| 2     | США       | 0 | 0 | 0 | 0 | 0  | 0  | +0  | 0    |
| 3     | Китай     | 0 | 0 | 0 | 0 | 0  | 0  | +0  | 0    |
| 4     | Япония    | 0 | 0 | 0 | 0 | 0  | 0  | +0  | 0    |

### Стрельба
Мужчины
| Соревнование                       | Спортсмены  | Квалификация | Квалификация | Полуфинал     | Полуфинал     | Финал               | Финал |
| Соревнование                       | Спортсмены  | Результат    | Место        | Результат     | Место         | Соперник/ Результат | Место |
| ---------------------------------- | ----------- | ------------ | ------------ | ------------- | ------------- | ------------------- | ----- |
| пневматический пистолет, 10 метров | Ник Моурер  |              |              | не проводится | не проводится |                     |       |
| пневматический пистолет, 10 метров | Джеймс Холл |              |              | не проводится | не проводится |                     |       |

Женщины
| Соревнование                       | Спортсмены  | Квалификация | Квалификация | Полуфинал     | Полуфинал     | Финал               | Финал |
| Соревнование                       | Спортсмены  | Результат    | Место        | Результат     | Место         | Соперник/ Результат | Место |
| ---------------------------------- | ----------- | ------------ | ------------ | ------------- | ------------- | ------------------- | ----- |
| пневматическая винтовка, 10 метров | Мэри Такер  |              |              | не проводится | не проводится |                     |       |
| пневматическая винтовка, 10 метров | Элисон Вейс |              |              | не проводится | не проводится |                     |       |

### Стрельба из лука
Соревнования по стрельбе из лука пройдут с 23 по 31 июля в парке Юмэносима. Традиционно квалификационный раунд лучников пройдёт в день открытия Олимпийских игр. По сравнению с Играми 2016 года в программу соревнований в стрельбе из лука добавились соревнования среди смешанных пар.
В квалификации соревнований лучники выполняли 12 серий выстрелов по 6 стрел с расстояния 70 метров. По итогам предварительного раунда составлялась сетка плей-офф, где в 1/32 финала 1-й номер посева встречается с 64-м, 2-й с 63-м и т. д. В поединках на выбывание спортсмены выполняли по три выстрела. Участник, набравший за эту серию больше очков получал 2 очка. Если же оба лучника набирали одинаковое количество баллов, то они получали по одному очку. Победителем пары становился лучник, первым набравший 6 очков.
Мужчины
| Соревнование              | Спортсмены                               | Квалификация | Квалификация | 1/32 финала         | 1/16 финала        | 1/8 финала         | Четвертьфинал      | Полуфинал          | Финал              | Место |
| Соревнование              | Спортсмены                               | Результат    | Место        | Соперник Результат  | Соперник Результат | Соперник Результат | Соперник Результат | Соперник Результат | Соперник Результат | Место |
| ------------------------- | ---------------------------------------- | ------------ | ------------ | ------------------- | ------------------ | ------------------ | ------------------ | ------------------ | ------------------ | ----- |
| индивидуальное первенство | Брейди Эллисон                           | 682          | 2            | IRIМ. Вазири (63) : |                    |                    |                    |                    |                    |       |
| индивидуальное первенство | Джейкоб Вуки                             | 649          | 47           | CHIА. Агилар (18) : |                    |                    |                    |                    |                    |       |
| индивидуальное первенство | Джек Уильямс                             | 656          | 29           | FRAП. Плион (36) :  |                    |                    |                    |                    |                    |       |
| командное первенство      | Брейди Эллисон Джейкоб Вуки Джек Уильямс | 1987         | 5            | не проводится       | не проводится      | Франция (12) · :   |                    |                    |                    |       |

Женщины
| Соревнование              | Спортсмены                                               | Квалификация | Квалификация | 1/32 финала             | 1/16 финала        | 1/8 финала         | Четвертьфинал      | Полуфинал          | Финал              | Место |
| Соревнование              | Спортсмены                                               | Результат    | Место        | Соперник Результат      | Соперник Результат | Соперник Результат | Соперник Результат | Соперник Результат | Соперник Результат | Место |
| ------------------------- | -------------------------------------------------------- | ------------ | ------------ | ----------------------- | ------------------ | ------------------ | ------------------ | ------------------ | ------------------ | ----- |
| индивидуальное первенство | Маккензи Браун                                           | 668          | 5            | GERШ. Шварц (60) :      |                    |                    |                    |                    |                    |       |
| индивидуальное первенство | Кейси Кауфхолд                                           | 653          | 17           | ESPИ. Де Веласко (48) : |                    |                    |                    |                    |                    |       |
| индивидуальное первенство | Дженнифер Мучино-Фернандес                               | 649          | 24           | UKRА. Павлова (41) :    |                    |                    |                    |                    |                    |       |
| командное первенство      | Маккензи Браун Кейси Кауфхолд Дженнифер Мучино-Фернандес | 1970         | 3            | не проводится           | не проводится      | не участвовали     |                    |                    |                    |       |

Смешанная команда
| Соревнование      | Спортсмены                    | Квалификация | Квалификация | 1/8 финала         | Четвертьфинал      | Полуфинал          | Финал              | Место |
| Соревнование      | Спортсмены                    | Результат    | Место        | Соперник Результат | Соперник Результат | Соперник Результат | Соперник Результат | Место |
| ----------------- | ----------------------------- | ------------ | ------------ | ------------------ | ------------------ | ------------------ | ------------------ | ----- |
| смешанная команда | Брейди Эллисон Маккензи Браун | 1350         | 2 Q          | Индонезия (15) · : |                    |                    |                    |       |

### Теннис
Соревнования по теннису на летних Олимпийских играх 2020 года пройдут с 24 июля по 1 августа 2021 года на хардовых кортах комплекса Ariake Tennis Forest Park, на которых также проходит и Открытый чемпионат Японии. По сравнению с предыдущими Играми формат соревнований не претерпел изменений. Для победы в одиночном разряде теннисистам необходимо одержать 6 последовательных побед, а в парном — 5.
Квалификация на Игры осуществлялась на основании рейтингов ATP и WTA по состоянию на 7 июня 2021 года, при условии выполнения теннисистами ряда дополнительных критериев, включая необходимость принять участие в матчах Кубка Дэвиса и Кубка Билли Джин Кинг. По итогам квалификации американские теннисисты получили максимальную квоту в одиночных и парных разрядах.
До начала Игр об отказе от выступления в женском разряде по различным причинам объявили София Кенин, Серена Уильямс, являющийся 4-хкратной олимпийской чемпионкой и Мэдисон Киз. У мужчин отказались от участия Райли Опелка, Джон Изнер, Тейлор Фриц и Стив Джонсон. 1 июля был объявлен окончательный состав сборной США для участия в теннисном турнире. 18 июля от участия в соревнованиях отказалась Кори Гауфф, заболевшая коронавирусом.
Мужчины
| Соревнование     | Спортсмены                    | 1/32 финала          | 1/16 финала                     | 1/8 финала         | Четвертьфинал      | Полуфинал          | Финал              |
| Соревнование     | Спортсмены                    | Соперник Результат   | Соперник Результат              | Соперник Результат | Соперник Результат | Соперник Результат | Соперник Результат |
| ---------------- | ----------------------------- | -------------------- | ------------------------------- | ------------------ | ------------------ | ------------------ | ------------------ |
| одиночный разряд | Томми Пол                     | ROCА. Карацев (11) : |                                 |                    |                    |                    |                    |
| одиночный разряд | Фрэнсис Тиафо                 |                      |                                 |                    |                    |                    |                    |
| одиночный разряд | Теннис Сандгрен               |                      |                                 |                    |                    |                    |                    |
| одиночный разряд | Маркос Хирон                  |                      |                                 |                    |                    |                    |                    |
| парный разряд    | Раджив Рам Фрэнсис Тиафо      | не проводится        | ROCА. Рублёв / К. Хачанов (6) : |                    |                    |                    |                    |
| парный разряд    | Остин Крайчек Теннис Сандгрен | не проводится        |                                 |                    |                    |                    |                    |

Женщины
| Соревнование     | Спортсмены                          | 1/32 финала        | 1/16 финала        | 1/8 финала         | Четвертьфинал      | Полуфинал          | Финал              |
| Соревнование     | Спортсмены                          | Соперник Результат | Соперник Результат | Соперник Результат | Соперник Результат | Соперник Результат | Соперник Результат |
| ---------------- | ----------------------------------- | ------------------ | ------------------ | ------------------ | ------------------ | ------------------ | ------------------ |
| одиночный разряд | Дженнифер Брэди                     |                    |                    |                    |                    |                    |                    |
| одиночный разряд |                                     |                    |                    |                    |                    |                    |                    |
| одиночный разряд | Джессика Пегула                     |                    |                    |                    |                    |                    |                    |
| одиночный разряд | Алисон Риск                         |                    |                    |                    |                    |                    |                    |
| парный разряд    | Николь Мелихар                      | не проводится      |                    |                    |                    |                    |                    |
| парный разряд    | Бетани Маттек-Сандс Джессика Пегула | не проводится      |                    |                    |                    |                    |                    |

### Тяжёлая атлетика
Соревнования по тяжёлой атлетике на летних Олимпийских играх пройдут с 24 июля по 4 августа 2021 года в здании Токийского международного форума. В 2018 году произошёл пересмотр весовых категорий, в результате чего количество разыгрываемых медалей у мужчин и женщин стало равным, а количество спортсменов, заявленных на Игры уменьшилось. Во время олимпийского цикла тяжёлая атлетика была под угрозой исключения из Игр.
В рамках соревнований проводятся два упражнения — рывок и толчок. В каждом из упражнений спортсмену даётся 3 попытки. Победитель определяется по сумме двух упражнений. При равенстве результатов победа присуждается спортсмену, с меньшим собственным весом.
Квалификация на Игры проходила на основании мирового рейтинга IWF. В отличие от предыдущих Игр большинство олимпийских квот были именными и присуждались конкретному спортсмену на основании позиции в рейтинге и континентальной квоте. Также в связи с большим количеством нарушений антидопинговых правил у многих стран количество квот было ограниченным.
Женщины
| Категория | Спортсмены       | Вес | Рывок | Рывок | Рывок | Толчок | Толчок | Толчок | Всего | Место |
| Категория | Спортсмены       | Вес | 1     | 2     | 3     | 1      | 2      | 3      | Всего | Место |
| --------- | ---------------- | --- | ----- | ----- | ----- | ------ | ------ | ------ | ----- | ----- |
| до 49 кг  | Джордан Делакрус |     |       |       |       |        |        |        |       |       |

### Фехтование
Соревнования по фехтованию на летних Олимпийских играх 2020 года пройдут с 24 июля по 1 августа 2021 года на спортивной арене Макухари Мэссэ. Начиная с Игр 2020 года Международная федерация фехтования отменила принцип ротации и медали будут разыгрываться во всех 12 дисциплинах фехтования.
В индивидуальных соревнованиях спортсмены сражаются три раунда по три минуты, либо до того момента, как один из спортсменов нанесёт 15 уколов. В командных соревнованиях поединок идёт 9 раундов по 3 минуты каждый, либо до 45 уколов. Если по окончании времени в поединке зафиксирован ничейный результат, то назначается дополнительная минута до «золотого» укола.
Квалификация на Игры осуществлялась на основании мирового рейтинга FIE по состоянию на 5 апреля 2021 года. Ещё по 4 места в каждом виде индивидуальной программы распределялись по результатам отборочного континентального турнира. По итогам квалификационных соревнований американские фехтовальщики завоевали максимально возможные 18 лицензий. Такого же результата смогли добиться только сборные Италии и России.
Мужчины
| Соревнование         | Спортсмены         | 1/32 финала           | 1/16 финала        | 1/8 финала         | Четвертьфинал      | Полуфинал          | Финал              | Место |
| Соревнование         | Спортсмены         | Соперник Результат    | Соперник Результат | Соперник Результат | Соперник Результат | Соперник Результат | Соперник Результат | Место |
| -------------------- | ------------------ | --------------------- | ------------------ | ------------------ | ------------------ | ------------------ | ------------------ | ----- |
| индивидуальная сабля | Дэрил Хомер (16)   | не участвовал         | EGYМ. Амер (17) :  |                    |                    |                    |                    |       |
| индивидуальная сабля | Эли Дершвиц (2)    | не участвовал         |                    |                    |                    |                    |                    |       |
| индивидуальная сабля | Эндрю Макевич (32) | JPNТ. Синамура (33) : |                    |                    |                    |                    |                    |       |

Женщины
| Соревнование         | Спортсменки        | 1/32 финала        | 1/16 финала         | 1/8 финала         | Четвертьфинал      | Полуфинал          | Финал              | Место |
| Соревнование         | Спортсменки        | Соперник Результат | Соперник Результат  | Соперник Результат | Соперник Результат | Соперник Результат | Соперник Результат | Место |
| -------------------- | ------------------ | ------------------ | ------------------- | ------------------ | ------------------ | ------------------ | ------------------ | ----- |
| индивидуальная шпага | Катарин Холмс (18) | не участвовала     | KORСон Се Ра (15) : |                    |                    |                    |                    |       |
| индивидуальная шпага | Кортни Хёрли (20)  | не участвовала     | CHNЧжу Минъе (13) : |                    |                    |                    |                    |       |
| индивидуальная шпага | Келли Хёрли (16)   | не участвовала     | ESTЭ. Кирпу (17) :  |                    |                    |                    |                    |       |

### Футбол
Женщины
Соревнования в женском футболе прошли с 21 июля по 6 августа. Футбольный турнир традиционно начался до официального начала Олимпийских игр. Перед началом Игр Международный олимпийский комитет расширил заявку на турнир до 22 человек, при этом на матч можно было заявить только 18 человек. Женская сборная США по футболу завоевала путёвку на Игры, благодаря попаданию в финал олимпийского квалификационного турнира КОНКАКАФ. Сборная США является одной из трёх сборных, наряду со Швецией и Бразилией, которые выступали во всех Олимпийских играх с 1996 года, когда женский футбольный турнир был добавлен в программу соревнований.
Состав
| №              | Имя               | Клуб                | Дата рождения    | Возраст | Игр     | Голов   |
| Вратари        | Вратари           | Вратари             | Вратари          | Вратари | Вратари | Вратари |
| -------------- | ----------------- | ------------------- | ---------------- | ------- | ------- | ------- |
| 1              | Алисса Нихер      | Чикаго Ред Старз    | 20 апреля 1988   | 33      | 1       | -3      |
| 18             | Адрианна Фрэнч    | Портленд Торнс      | 12 ноября 1990   | 30      | 0       | 0       |
| 22             | Джейн Кэмпбелл    | Хьюстон Даш         | 17 февраля 1995  | 26      | 0       | 0       |
| Защитники      |                   |                     |                  |         |         |         |
| 2              | Кристал Данн      | Портленд Торнс      | 3 июля 1992      | 29      | 1       | 0       |
| 4              | Бекки Сауэрбранн  | Портленд Торнс      | 6 июня 1985      | 36      | 1       | 0       |
| 5              | Келли О’Хара      | Вашингтон Спирит    | 4 августа 1988   | 32      | 1       | 0       |
| 12             | Тирна Дэвидсон    | Чикаго Ред Старз    | 19 сентября 1998 | 22      | 1       | 0       |
| 14             | Эмили Соннетт     | Вашингтон Спирит    | 25 ноября 1993   | 27      | 0       | 0       |
| 17             | Эбби Далькемпер   | Манчестер Сити      | 13 мая 1993      | 28      | 1       | 0       |
| 20             | Кейси Крюгер      | Чикаго Ред Старз    | 23 августа 1990  | 30      | 0       | 0       |
| Полузащитники  |                   |                     |                  |         |         |         |
| 3              | Сэм Мьюис         | Норт Каролина Кураж | 9 октября 1992   | 28      | 1       | 0       |
| 6              | Кристи Мьюис      | Хьюстон Даш         | 25 февраля 1991  | 30      | 1       | 0       |
| 8              | Джули Эртц        | Чикаго Ред Старз    | 6 апреля 1992    | 29      | 1       | 0       |
| 9              | Линдсей Хоран     | Портленд Торнс      | 26 мая 1994      | 27      | 1       | 0       |
| 16             | Роуз Лавелль      | ОЛ Рейн             | 14 мая 1995      | 26      | 1       | 0       |
| 19             | Катарина Масарио  | Лион                | 4 октября 1999   | 21      | 0       | 0       |
| Нападающие     |                   |                     |                  |         |         |         |
| 7              | Тобин Хит         | без клуба           | 29 мая 1988      | 33      | 1       | 0       |
| 10             | Карли Ллойд       | ФК Готем            | 16 июля 1982     | 39      | 1       | 0       |
| 11             | Кристен Пресс     | без клуба           | 29 декабря 1988  | 32      | 1       | 0       |
| 13             | Алекс Морган      | Орландо Прайд       | 2 июля 1989      | 32      | 1       | 0       |
| 15             | Меган Рапино      | ОЛ Рейн             | 5 июля 1985      | 36      | 1       | 0       |
| 21             | Линн Уильямс      | Норт Каролина Кураж | 21 мая 1993      | 28      | 0       | 0       |
| Главный тренер |                   |                     |                  |         |         |         |
| Флаг США       | Влатко Андоновски | Влатко Андоновски   | 14 сентября 1976 | 44      |         |         |

Результаты
Групповой этап (Группа G)
| Поз | Команда        | И | В | Н | П | МЗ | МП | РМ | О | Квалификация     |
| --- | -------------- | - | - | - | - | -- | -- | -- | - | ---------------- |
| 1   | Швеция         | 3 | 3 | 0 | 0 | 9  | 2  | +7 | 9 | Выход в плей-офф |
| 2   | США            | 3 | 1 | 1 | 1 | 6  | 4  | +2 | 4 | Выход в плей-офф |
| 3   | Австралия      | 3 | 1 | 1 | 1 | 4  | 5  | −1 | 4 | Выход в плей-офф |
| 4   | Новая Зеландия | 3 | 0 | 0 | 3 | 2  | 10 | −8 | 0 |                  |

| 21 июля 2021 17:30                | \| Швеция \| 3:0 Отчёт \| США \| \| Блакстениус 25′, 54′ · Хуртиг 72′ \| Голы \| \| | Стадион: Адзиномото, Токио Зрителей: 0 Судья: Ёсими Ямасита |
| Швеция                            | 3:0 Отчёт                                                                           | США                                                         |
| Блакстениус 25′, 54′ · Хуртиг 72′ | Голы                                                                                |                                                             |